# Jacob Moli
Jacob Moli, né le 11 mai 1967 à Honiara aux îles Salomon, est un footballeur international salomonais reconverti entraîneur qui évolue au poste de milieu de terrain. Il a été sélectionneur national de l'équipe des Salomon de 2010 à 2014.